# Castianeira tenuis
Castianeira tenuis là một loài nhện trong họ Corinnidae.
Loài này thuộc chi Castianeira. Castianeira tenuis được Eugène Simon miêu tả năm 1896.